# Eaux minérales en Tunisie
Les eaux minérales en Tunisie, conditionnées pour la boisson, représentent un secteur économique particulièrement dynamique.

## Secteur

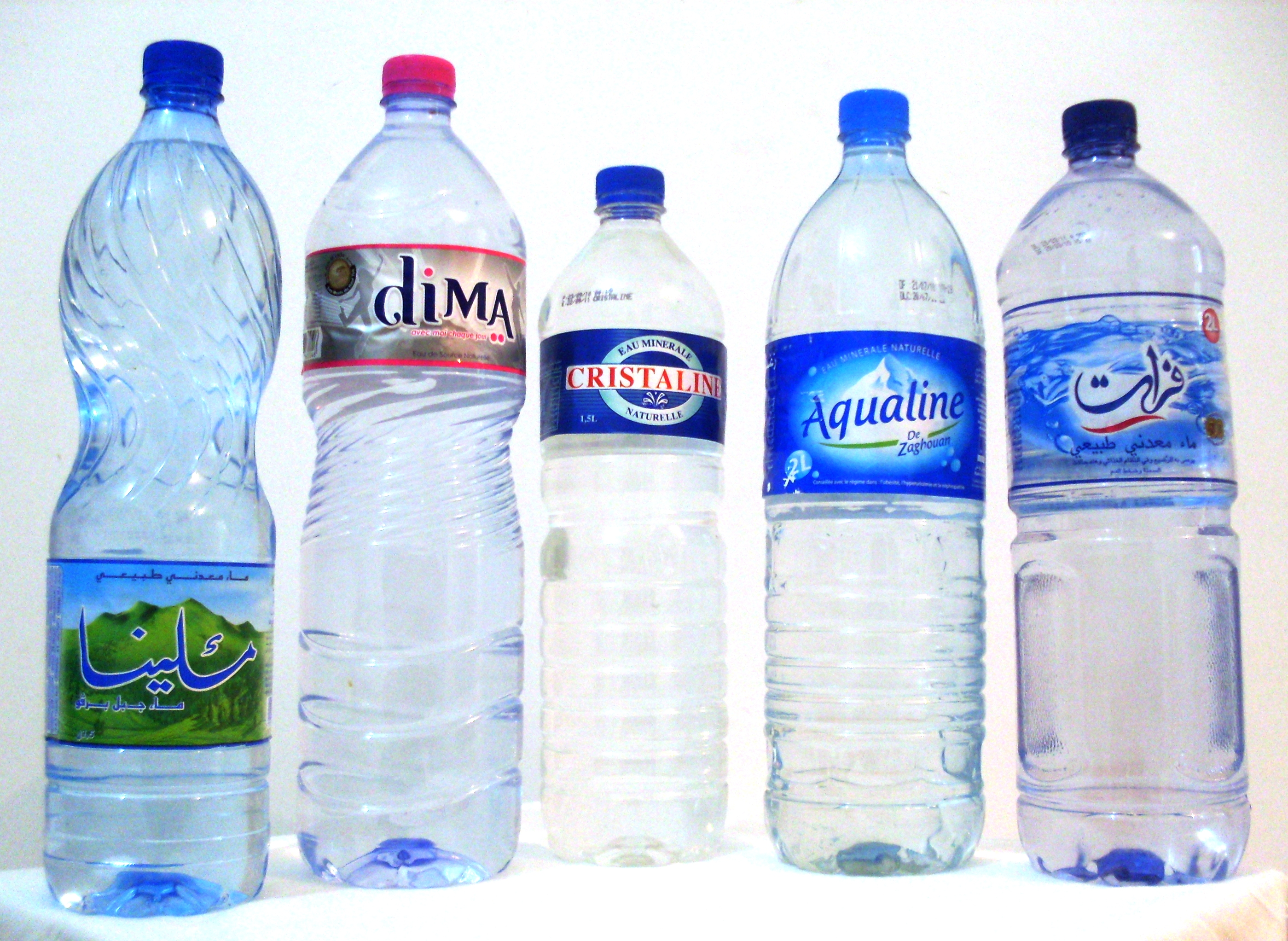
Gamme d'eaux minérales.

En effet, la consommation — essentiellement locale car la part de l'exportation est inférieure à 1 % — a explosé en dix ans passant d'une production de 110 millions de bouteilles en 1995 à 483 millions en 2007. Parallèlement, le secteur s'est libéralisé en une vingtaine d'années passant de trois marques (Safia, Aïn Oktor et Aïn Garci) détenues par une société publique unique — la Société des stations thermales et des eaux minérales (SOSTEM) — à 19 marques détenues par douze sociétés exploitant une vingtaine de sources réparties sur tout le territoire. Cette diversité de l'offre (eaux minérales naturelles et eaux de table) ne doit pas masquer le poids écrasant du leader, la Société de fabrication des boissons de Tunisie (SFBT), qui détient 70 % de parts de marché après avoir notamment racheté la SOSTEM en 2003.
Les eaux minérales sont vendues par des sociétés ayant obtenu un agrément ministériel (conformément à la loi de 1993) et sont contrôlées par l'Office du thermalisme tunisien. Le prix de vente comprend une taxe de 18 % dite « taxe d'emballage ». Les sociétés gèrent des installations de captage des eaux (source ou forage) et le plus souvent des usines de conditionnement.

## Marques
- Aïn Garci est la doyenne des eaux minérales naturelles gazeuses. Elle est commercialisée à l'origine par la Société anonyme des eaux minérales naturelles de Aïn Garci, dont le principal actionnaire était Edmond Lecore-Carpentier (mariée à la petite-fille de Pierre Curie et fondateur de La Dépêche tunisienne), constituée le 5 avril 1900. Les premiers encarts publicitaires parus en octobre 1900 vantaient cette eau vendue en pharmacie (comme la plupart des eaux minérales françaises à l'époque). Prélevée dans une source éponyme située à treize kilomètres à l'ouest d'Enfida, elle est utilisée en cure thérapeutique grâce à sa composition bicarbonatée, sodique et carbogazeuse. Conditionnée dans des bouteilles en verre, elle appartient à la SOSTEM.
- Aïn Oktor est la plus ancienne marque encore commercialisée puisque c'est en 1904 que cette eau est pour la première fois prélevée de la source éponyme située près de la station thermale de Korbous. Elle appartient à la SOSTEM.
- Aqualine est la dernière des eaux minérales à avoir été commercialisée par la société Mayet Zaghouan.
- Baya est une eau minérale prélevée près d'Aïn Chrichira et commercialisée depuis le 18 mars 2020.
- Bargou est une eau minérale dont l'usine a été inaugurée le 4 juin 2015 à Bargou, relevant du gouvernorat de Siliana.
- Bulla Régia est une eau de table prélevée dans la source d'Aïn Ghenaa (trois kilomètres de Bulla Regia). Elle utilise depuis 1999 le nom de ce célèbre site archéologique tunisien après avoir porté celui de la société qui la commercialise (Zullel).
- Cristal est une eau minérale naturelle prélevée grâce au forage d'Aïn Sokra situé à 22 kilomètres au sud-est de Siliana. Elle est commercialisée depuis 1996 par la société SEEMAS.
- Cristaline
- Dima est une eau minérale prélevée près de Kalaat Senan et commercialisée depuis 2009.
- Eau royale est une eau minérale lancée le 17 mars 2016 à l'Acropolium de Carthage après son inauguration à Aïn Soukra dans le gouvernorat de Siliana.
- Elixir est une eau minérale prélevée près d'Aïn El Brika dans le gouvernorat de Béja et commercialisée depuis le 15 juillet 2015 par la société des eaux minérales Rayan.
- Fourat est une eau minérale naturelle prélevée dans la source de Ksar Lemsa, près de Oueslatia dans le gouvernorat de Kairouan, dans le massif forestier du djebel Bargou. Elle est commercialisée depuis 2003 par une société tuniso-belge : la Société nouvelle des eaux minérales.
- Hayet est une eau minérale naturelle prélevée dans la nappe phréatique de Baten El Ghazel, près de Jilma, dans le gouvernorat de Sidi Bouzid. Elle est commercialisée depuis 1996 par la Société liberté d'exploitation des eaux minérales.
- Jannet est une eau minérale naturelle prélevée près de Haffouz (gouvernorat de Kairouan). Elle est commercialisée depuis 2002 par la société de production d'eaux minérales SOPREM. Cette société est la première à proposer des bouteilles de deux litres et des gobelets de 0,25 litre. Elle est aussi la première marque d'eau minérale certifiée ISO 22000 en Tunisie (système de management de la sécurité alimentaire).
- Jektiss est une eau minérale naturelle prélevée à Koutine (gouvernorat de Médenine).
- Maïn est une eau minérale naturelle prélevée dans une nappe phréatique près de Tataouine. Elle est commercialisée par la société SICEM.
- Marwa est une eau minérale naturelle prélevée à Kef Ghrab, près de Joumine, dans le gouvernorat de Bizerte. Elle est commercialisée depuis 1993 par la société Marwa qui est en partenariat avec la SFBT.
- Melina est une eau minérale naturelle prélevée à Jbel Guitoune, près de Bargou, dans le gouvernorat de Siliana. Elle est commercialisée depuis 2007 par la Société internationale de conditionnement des eaux minérales.
- Melliti est une eau minérale naturelle prélevée dans la source d'Aïn El Beidha (dix kilomètres au nord-ouest de Téboursouk). Elle est commercialisée par la SOSTEM.
- Ovia
- Primaqua est une eau de table prélevée à Koutine. Elle est commercialisée depuis 2007 par la Société des boissons de Tunisie et conditionnée dans des bonbonnes de 19 litres.
- Rayan
- Sabrine est une eau minérale naturelle prélevée à Oued Kharroub, près de Chebika, dans le gouvernorat de Kairouan. Elle est commercialisée depuis 1991 par la Société d'exploitation des eaux minérales qui a élargi sa gamme de produits en produisant depuis 2004 une eau gazeuse : La Pétillante. En eau plate, Sabrine est leader du marché et a été pionnière dans l'adoption du conditionnement PVC puis PET en 1998.
- Safia est la marque historique tunisienne d'eau plate. Elle est produite au niveau de deux sources : Aïn Mizeb près de la ville d'El Ksour (gouvernorat du Kef) et Aïn Ksiba (quinze kilomètres plus loin).

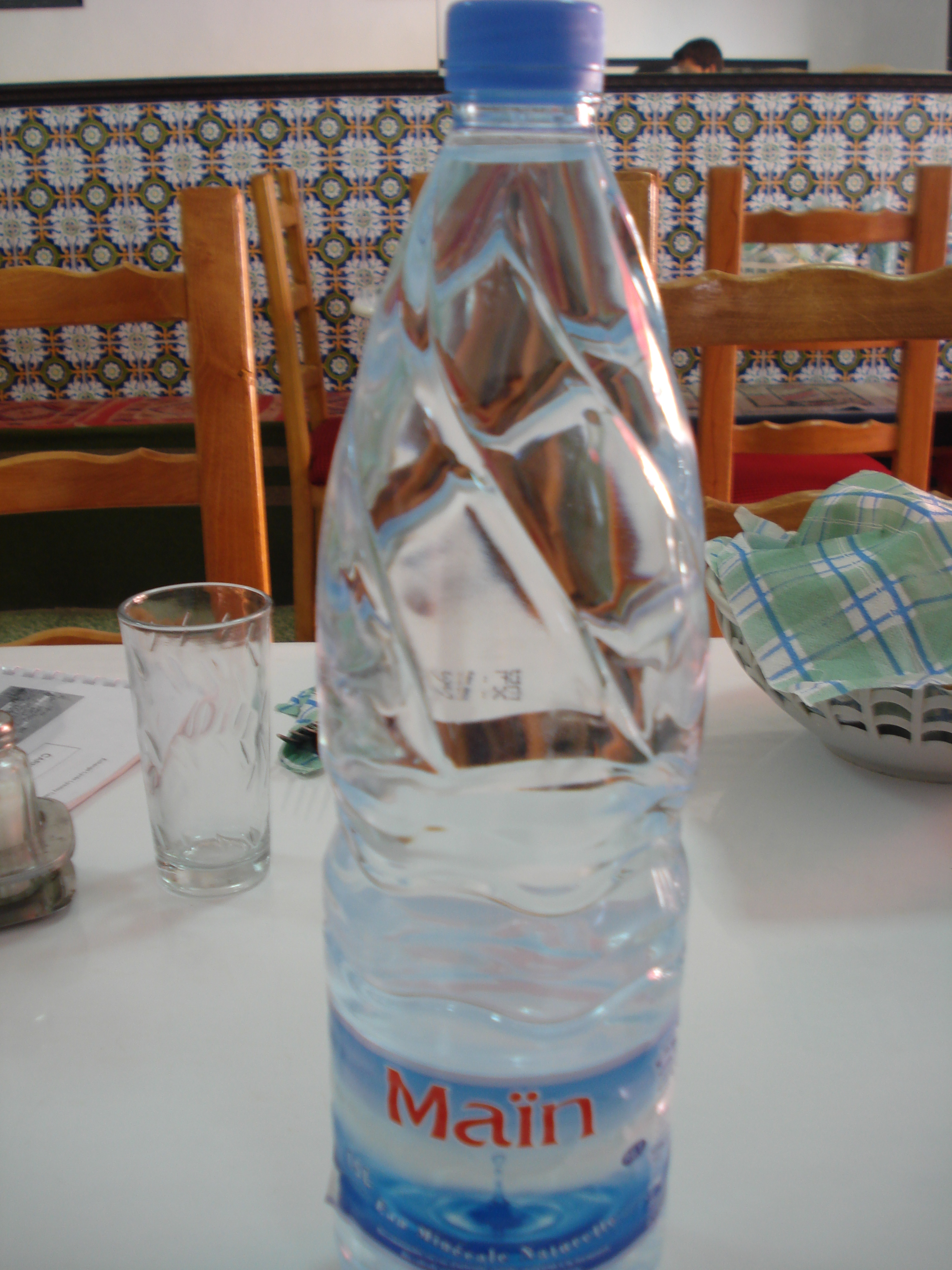
Bouteille de la marque Maïn.
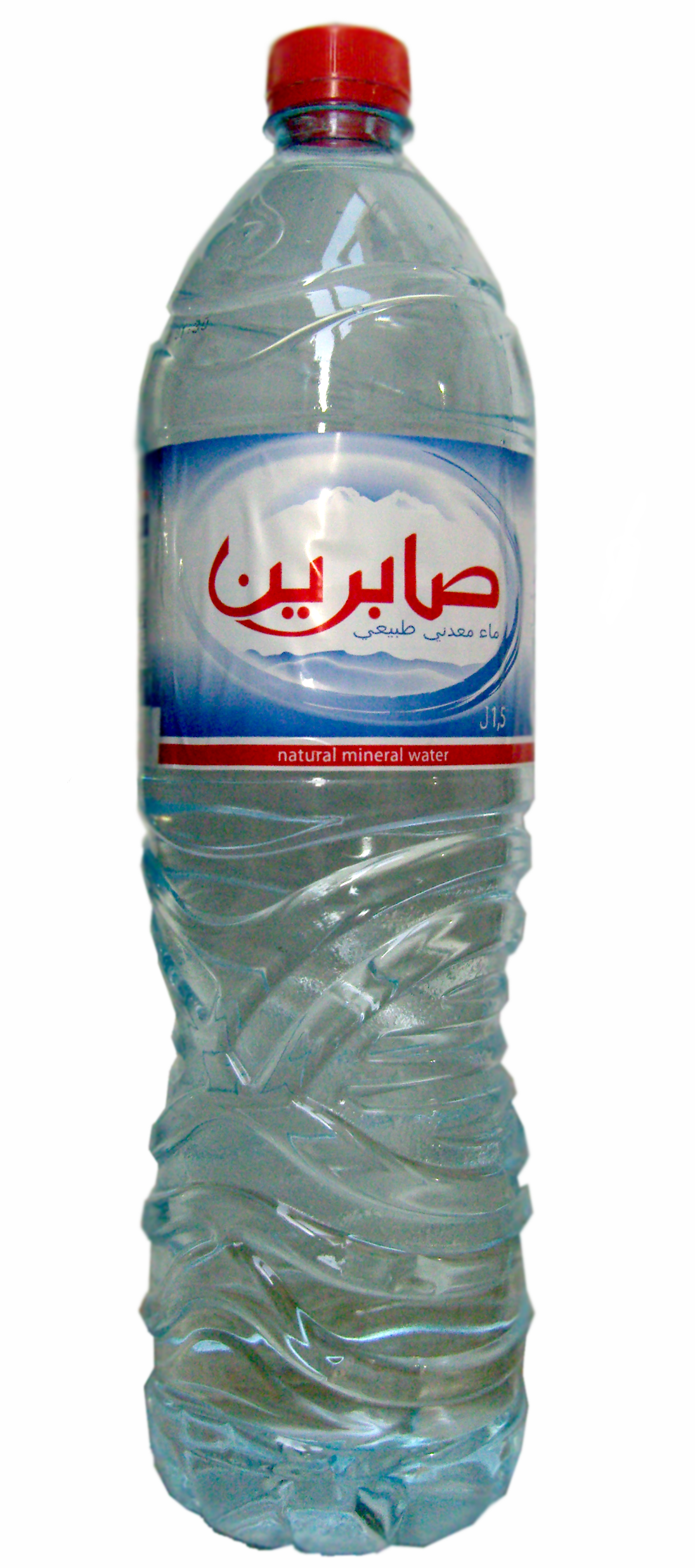
Bouteille de la marque Sabrine.
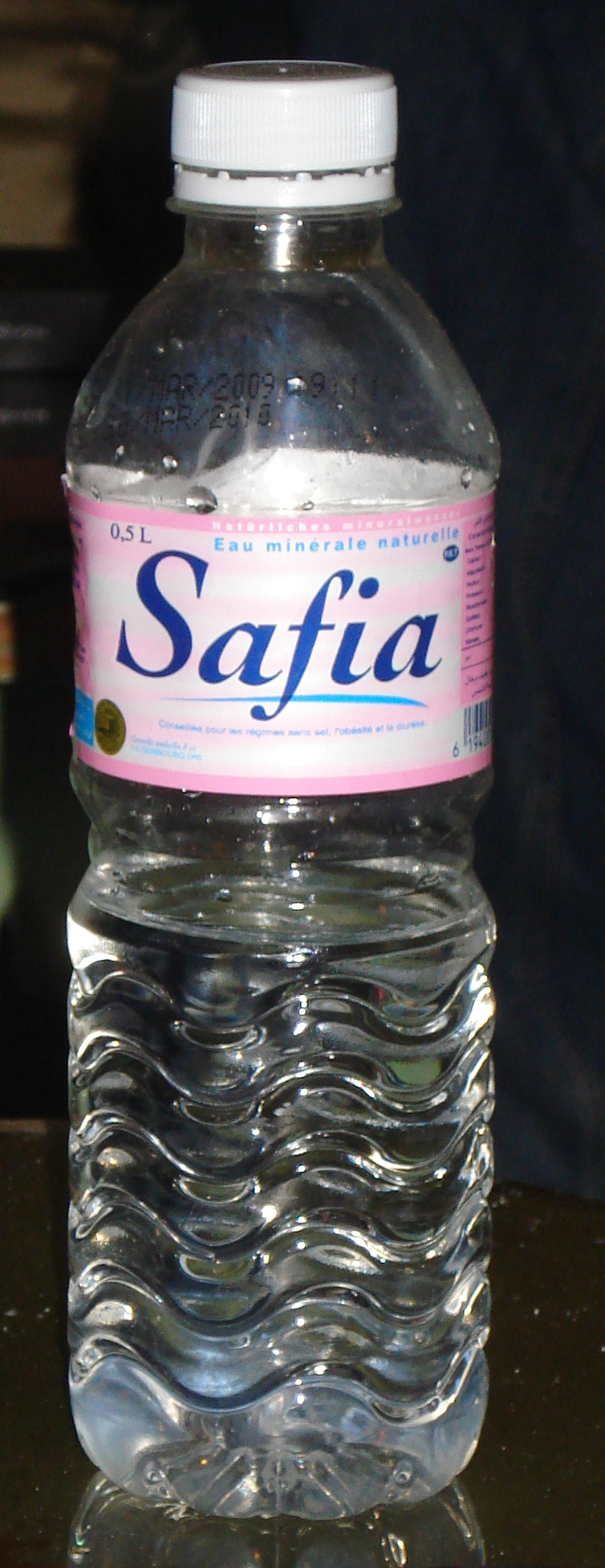
Bouteille de la marque Safia.